# Roman Kreuziger
Roman Kreuziger (IPA: [ˈroman ˈkrojtsɪɡr̩]), češki kolesar, * 6. maj 1986, Moravská Třebová, Češkoslovaška.
Kreuziger je nekdanji profesionalni kolesar, ki je tekmoval za ekipe Liquigas, Astana, Saxo–Tinkoff, Orica–Scott, Team Dimension Data in Team Dimension Data. Nastopil je na Poletnih olimpijskih igrah v letih 2008 in 2012, ko je dosegel svojo najboljšo uvrstitev s petnajstim mestom na cestni dirki. Leta 2004 je postal svetovni mladinski prvak na cestni dirki in podprvak v kronometru. Leta 2008 je osvojil Dirko po Švici, leta 2009 pa Dirko po Romandiji in dirko Clásica de San Sebastián. Leta 2011 je bil najboljši mladi kolesar in skupno peti na Dirki po Italiji, kjer je leta 2012 osvojil svojo edino etapno zmago na dirkah Grand Tour. Na Dirki po Franciji se je štirikrat uvrstil v prvo deseterico v skupnem seštevku, bil je peti leta 2013, sedmi leta 2010, osmi leta 2009 in deseti leta 2016. Leta 2013 je zmagal na klasični dirki Amstel Gold Race, v letih 2012 in 2014 je bil tretji na Dirki od Tirenskega do Jadranskega morja. Tudi njegov oče Roman Kreuziger starejši je bil kolesar.